# بوقلمون‌ماهی گورخری
بوقلمون‌ماهی گورخری (نام علمی: Dendrochirus zebra) نام یک گونه از تیره عقرب‌ماهیان است.